# Roślina geokarpiczna

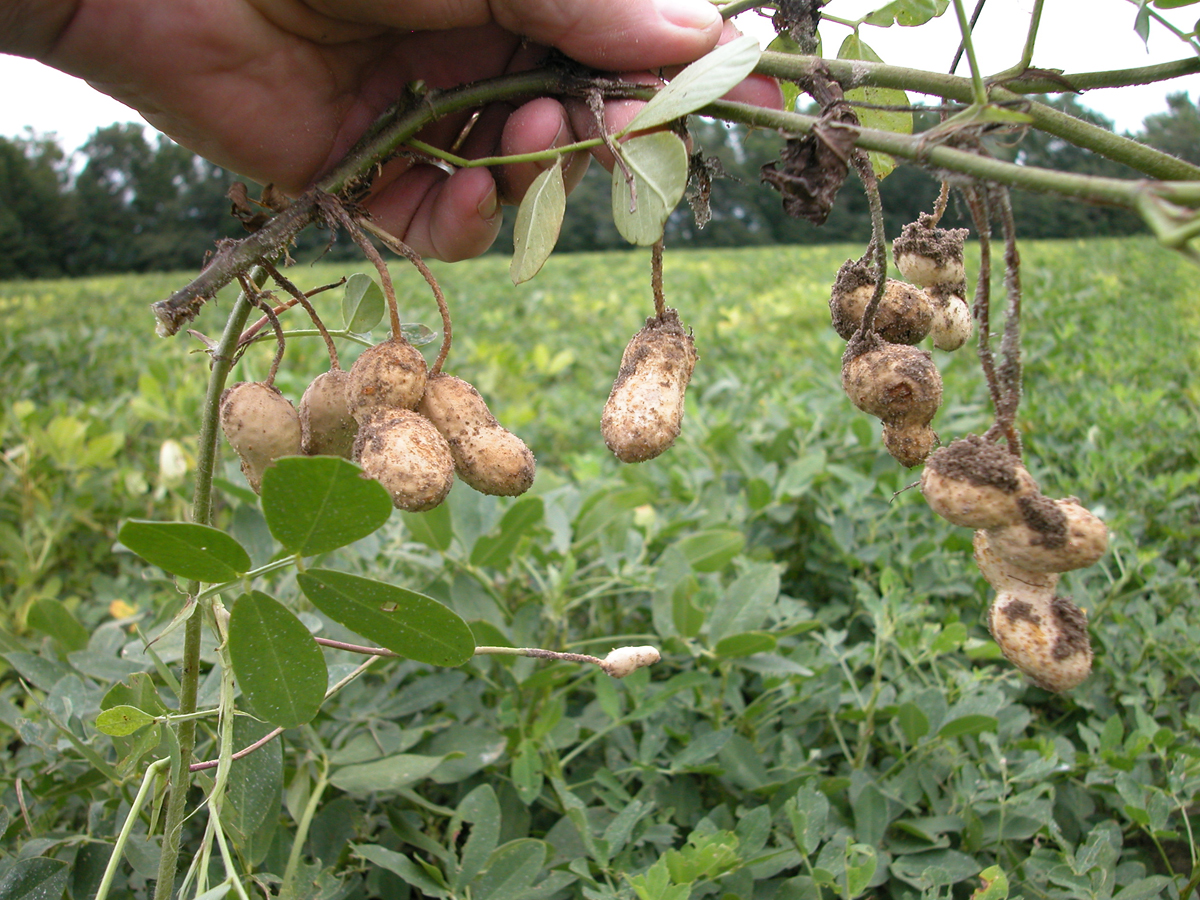
Orzeszki ziemne dojrzewające pod ziemią

Roślina geokarpiczna – roślina, której owoce dojrzewają pod ziemią. 
Przykładem jest orzacha podziemna Arachis hypogaea, której nasiona znane są jako orzeszki ziemne lub fistaszki. Po przekwitnięciu trzonkowato wydłużone dno kwiatowe orzachy wydłuża się wpychając niedojrzałe strąki pod ziemię, gdzie dojrzewają. Podobnie cymbalaria bluszczykowata Cymbalaria muralis wciska niedojrzałe owoce w szczeliny skał i murów, gdzie dojrzewają. Innym przykładem jest koniczyna podziemna (Trifolium subterraneum).